# Planodes luctuosus
Planodes luctuosus là một loài bọ cánh cứng trong họ Cerambycidae.